# Guns N' Roses
Guns N' Roses és un grup de hard rock estatunidenc que va néixer l'any 1985 a Los Angeles (Califòrnia).
Ha estat una de les bandes més famoses a escala mundial, venent aproximadament 90 milions de discs per tot el planeta.

## Història
El març del 1985, Axl Rose i Tracii Guns van crear el grup, amb el guitarrista Izzy Stradlin i un baixista i bateria. Quan en un concert, Tracii Guns i el bateria no van poder assistir-hi, Stradlin i Rose van agafar al guitarrista Slash i al bateria Steven Adler per al concert. Van integrar-se a la formació definint així a principis de 1986 els membres del grup: Axl (veu), Izzy Stradlin (guitarra rítmica), Slash (guitarra solista), Duff McKagan (baixista) i Steven Adler (bateria). En un moment en què destacava el glam metal, la banda va optar per un glam rock basant-se més en les tradicions del país i utilitzant una base molt de blues i rock'n'roll, de la mà amb el sexe i les drogues, caracteritzats per la beguda i el consum de drogues.
Aquest còctel va ser la tònica del seu primer disc debut, Appetite for destruction, l'any 1987. En aquest disc la banda oferia un hard rock, amb riffs agressius de guitarra, influències punk i un so molt contundent. D'aquest àlbum destaquen diversos temes que han arribat al capdamunt de les llistes d'èxits, com Welcome to the Jungle, Paradise City o Sweet Child O' Mine.
El següent any van gravar G N'R Lies, on trobem quatre temes d'una anterior gravació de l'any 1986 (Live Like A Suicide) i quatre temes acústics. Destaquen cançons com la polèmica One in a Million, on per les lletres s'acusava a Axl Rose de racista i homòfob, i la balada Patience.
El 1989 Axl Rose va amenaçar en dissoldre el grup si no controlaven la seva drogoaddicció. Tots van acceptar i ho van aconseguir, a excepció del bateria Steven Adler, a qui van fer fora del grup i van substituir per Matt Sorum. També va entrar el teclista Dizzy Reed, antic amic de la banda.
La nova formació es va posar a treballar en el seu àlbum més madur, el doble disc anomenat Use Your Illusion, on va assolir la seva màxima esplendor. Destaquen temes com Don't Cry, Estranged, November Rain, Civil War, You Could Be Mine, usada a la banda sonora de la pel·lícula Terminator II, entre molts altres. El llançament de l'àlbum el va acompanyar una reeixida gira mundial amb múltiples concerts a tots els continents, quan Izzy Stradlin ja havia marxat i Gilby Clarke el va substituir.
L'any 1993 van treure el seu últim disc, titulat "The Spaghetti Incident?"; incloïa tot de temes versionats, com New Rose de The Damned, i It Ain't Fun de New York Dolls; destaca el tema Attitude, que han tocat molts cops en diversos concerts.
Després d'aquest disc va iniciar-se una etapa de canvi, on els membres originals van anar abandonant el grup fins a deixar sol a Axl Rose, que va agafar uns altres membres i ha estat anys treballant en un nou disc, Chinese Democracy, que, després d'anunciar-ne l'aparició al mercat durant molt de temps, va sortir a la venda el novembre del 2008. Posteriorment han estat demandats per plagi en aquest àlbum.

## Formació anys 1986-1989
- Axl Rose - veu, piano
- Slash - guitarra solista
- Duff McKagan - baixista
- Izzy Stradlin - guitarra rítmica
- Steven Adler - bateria

## Formació actual
- Axl Rose - veu, piano (1985 – actualitat)
- Dizzy Reed - teclats, sintetitzador (1990 – actualitat)
- Tommy Stinson - baixista (1998 – actualitat)
- Chris Pitman - teclats, programació (1998 – actualitat)
- Richard Fortus - guitarra rítmica (2002 – actualitat)
- Ron "Bumblefoot" Thal - guitarra solista (2006 – actualitat)
- Frank Ferrer - bateria, percussió (2006 – actualitat)

## Discografia
Àlbums d'estudi
- 1987 Appetite for Destruction
- 1988 G N' R Lies
- 1991 Use Your Illusion I
- 1991 Use Your Illusion II
- 1993 "The Spaghetti Incident?"
- 2008 Chinese Democracy

Compilacions
- 1991 Use Your Illusion
- 2004 Greatest Hits

En viu
- 1999 Live Era: '87–'93

Mini àlbums
- 1986 Live ?!*@ Like a Suicide
- 1988 EP (Live from the Jungle)